# Masud Beg
Masud Beg († 1289), der Sohn Mahmud Yalavachs, war ein mächtiger Statthalter der Mongolen in Mittelasien (Buchara, Samarkand usw.).

## Leben
Masud Beg begann als Assistent seines Vaters Mahmud Yalavach, wurde um 1241 dessen Amtsnachfolger und verwaltete die sesshafte Bevölkerung Mittelasiens. Unter der Regierung Töregenes (reg. 1241–1246) musste er zu Batu Khan fliehen und verbrachte mehrere Jahre dort, bis er von den neuen Großkhanen Gujuk und Möngke Khan erneut in sein Amt eingesetzt wurde.
Aufgrund der ungelösten Nachfolgefrage im Tschagatai-Khanat (Regentschaft von Qara Hulagus Witwe Orghina) konnte Masud Beg die Städte Mittelasiens in den 1250ern ohne lokale Opposition verwalten. Er reiste dabei ständig von einem städtischen Zentrum zum anderen.
In den innermongolischen Machtkämpfen der 1260er und 70er Jahre setzte er seine Administration unter den Bedingungen eines politischen Chaos fort. Er versuchte dabei die Tschagatai-Prinzen  von der Plünderung Bucharas und Samarkands abzuhalten, hatte aber nur anfänglichen Erfolg. 1273 wurde Buchara von Truppen des Ilchans Abaqa (reg. 1265–82) geplündert und niedergebrannt, und die Truppen der Tschagatai holten sich die Reste (1273, 1276).
Der Erfolg des Prinzen Qaidu (gest. 1301) aus dem Haus Ögedei brachte Mittelasien dann eine neue Ruhephase. Ackerbau, Handel und städtisches Leben wurden wieder belebt, die Herausgabe von Silbermünzen zeugt in den 1280er Jahren vom Erfolg des Wiederaufbaus. Qaidu beschützte (als Seniorpartner des Tschagatai-Khans Duwa) die Verwaltung Masud Begs und seines Clans. Nach dem Tod Masud Begs 1289 setzte er dessen Söhne in das Amt ihres Vaters ein.